# Leucania fuliginosa
Leucania fuliginosa là một loài bướm đêm trong họ Noctuidae.